# Melillas flagga

Melillas flagga

Melillas flagga antogs den 13 mars 1995. Den visar Melillas stadsvapen.